# Jan Fries (Staatsrat)
Jan Fries (* 20. Januar 1981 in Bremen) ist ein deutscher Ökonom und politischer Beamter (Bündnis 90/Die Grünen). Seit 2023 ist er Bremer Staatsrat bei der Senatorin für Umwelt, Klima und Wissenschaft. Zuvor war er von 2015 bis 2023 Staatsrat bei der Senatorin für Soziales, Jugend, Integration und Sport.

## Biografie
Fries besuchte von 1991 bis 2000 das Gymnasium Horn in Bremen-Horn-Lehe. Er studierte danach bis um 2005 Wirtschaftswissenschaften an der Universität Bremen und schloss mit dem Diplom ab. Er war bildungspolitisch aktiv im Studierendenrat der Universität.
Nach dem Studium war er in der Senatskanzlei der Freien Hansestadt Bremen beschäftigt, zuletzt bis 2009 als Referatsleiter für den Politikbereich Finanzen. Von 2009 bis 2015 war er Referatsleiter für den Bereich Überregionale Finanzbeziehungen, EU-Angelegenheiten bei der Finanzsenatorin Karoline Linnert (Grüne). Er war dabei unter anderem zuständig für die bremischen Kontakte zum Stabilitätsrat in Berlin. Von Juli 2015 bis Juli 2023 war er als Nachfolger von Horst Frehe (Grüne) Staatsrat und Vertreter der Senatorin für Soziales, Jugend und Frauen Anja Stahmann (Grüne). Seit Juli 2023 ist er Staatsrat und Vertreter der Senatorin für Umwelt, Klima und Wissenschaft Kathrin Moosdorf (Grüne).

### Mitgliedschaften
Fries ist seit um 1997 Mitglied von Bündnis 90/Die Grünen. Er war u. a. ab 2003 Schatzmeister der Partei in Bremen.
Er war als Staatsrat Mitglied in den Aufsichtsgremien der Bremer Bädergesellschaft und von Immobilien Bremen.

## Werke
- Mitautor von Wie zukunftsfähig ist die Privatisierung von Bildung? in Die Privatisierung der Welt. VSA-Verlag, Hamburg 2004, ISBN 3-89965-109-X.
- Mitautor in Föderal und gerecht – Nachdenken über Föderalismus und die Föderalismusreform III. Hg.: Heinrich-Böll-Stiftung, Bremen 2014.